# Едвінас Раманаускас
Едві́нас Рамана́ускас (лит. Edvinas Ramanauskas, нар. 18 серпня 1985, Шяуляй) — литовський спортсмен-веслувальник, що спеціалізується на спринті.

## Участь у міжнародних змаганнях
Брав участь у Чемпіонаті Європи з веслування 2014 у Бранденбурзі, де в парі з Аурімасом Ланкасом виграв бронзові медалі у перегонах байдарок-двійок на дистанції 200 м. На Чемпіонаті світу з веслування того ж року Раманаускас і Ланкас посіли лише 5-те місце.
На Олімпіаді 2016 у Ріо-де-Жанейро Раманаускас у парі з Ланкасом завоював бронзову медаль на перегонах байдарок-двійок на дистанції 200 м. На церемонії закриття Олімпійських ігор 2016 йому було доручене нести литовський прапор.